# Легка атлетика на літніх Олімпійських іграх 2008 — метання молота (чоловіки)
Змагання з метання молота в чоловіків на літніх Олімпійських іграх 2008 року в Пекіні проходили 15 серпня (кваліфікація) і 17 серпня (фінал) на Пекінському національному стадіоні.

## Медалісти
| Золото                 | Срібло                       | Бронза              |
| Прімож Козмус Словенія | Вадим Дев'ятовський Білорусь | Іван Тихон Білорусь |

## Кваліфікація учасників
Національний олімпійський комітет (НОК) кожної країни мав право заявити для участі у змаганнях не більше трьох спортсменів, які виконали норматив А (78,50 м) у кваліфікаційний період з 1 січня 2007 року по 23 липня 2008 року. Також НОК міг заявити не більше одного спортсмена з тих, хто виконав норматив В (74,00 м) за той же період. Кваліфікаційні нормативи були встановлені ІААФ.

## Рекорди
Дані наведено на початок Олімпійських ігор. 
| Світовий рекорд     | Юрій Сєдих (СРСР)      | 86,74 м | Штутгард (Німеччина)  | 30 серпня 1986 року  |
| Олімпійський рекорд | Сергій Литвинов (СРСР) | 84,80 м | Сеул (Південна Корея) | 26 вересня 1988 року |

За підсумками змагань обидва рекорди залишилися незмінними.

## Змагання
Для потрапляння у фінал спортсменам необхідно у кваліфікації показати результат не гірший за 78,00 м. У фінал потрапляють мінімум 12 атлетів. Якщо кількість атлетів, що виконали кваліфікацію, більша, то у фінал потрапляють усі спортсмени, що виконали кваліфікацію. У тому випадку, якщо кількість атлетів, що виконали кваліфікацію, менш як 12, то спортсмени відбираються у фінал за найкращим результатом.
Результати вказано в метрах. Також використані такі скорочення:
| - Q — виконаний кваліфікаційний норматив - q — кваліфікований за найкращим результатом серед атлутів, що не виконали кваліфікаційний норматив - DNS — не стартував | - SB — найкращий результат у сезоні - PB — найкращий результат у кар'єрі | - NR — національний рекорд - NM — немає жодної залікової спроби - Х — заступ |

### Кваліфікація

#### Група А
15 серпня 2008 — 10:40
| Місце | Спортсмен                | Країна      | 1     | 2     | 3     | Результат | Примітки |
| ----- | ------------------------ | ----------- | ----- | ----- | ----- | --------- | -------- |
| 1.    | Крістіан Парш            | Угорщина    | х     | 80,07 | —     | 80,07     | Q        |
| 2.    | Кодзі Мурофусі           | Японія      | 78,16 | —     | —     | 78,16     | Q        |
| 3.    | Маркус Ессер             | Німеччина   | х     | 77,00 | 77,60 | 77,60     | q        |
| 4.    | Андраш Хаклітс           | Хорватія    | 74,27 | 77,12 | 76,23 | 77,12     | q        |
| 5.    | Дільшод Назаров          | Таджикистан | 74,67 | 75,34 | 72,47 | 75,34     | q        |
| 6.    | Євген Виноградов         | Україна     | 73,41 | 74,49 | х     | 74,49     |          |
| 7.    | Валерій Святоха          | Білорусь    | 74,41 | х     | х     | 74,41     |          |
| 8.    | Александрос Пападімітріу | Греція      | х     | 74,33 | 73,83 | 74,33     |          |
| 9.    | Ігорс Соколовс           | Латвія      | 73,72 | 71,50 | х     | 73,72     |          |
| 10.   | Кирило Іконніков         | Росія       | х     | 72,04 | 72,33 | 72,33     |          |
| 11.   | Милослав Конопка         | Словаччина  | 71,76 | 71,96 | х     | 71,96     |          |
| 12.   | Ігор Тугай               | Україна     | 71,89 | х     | 70,56 | 71,89     |          |
| 13.   | Бергур Інги Петурссон    | Ісландія    | 69,73 | х     | 71,63 | 71,63     |          |
| 14.   | Лукаш Меліч              | Чехія       | 69,31 | 70,56 | 69,03 | 70,56     |          |
|       | Мохсен Анані             | Єгипет      | х     | х     | х     | NM        |          |
|       | Марко Лінгуа             | Італія      | х     | х     | х     | NM        |          |

#### Група B
15 серпня 2008 — 12:10
| Місце | Спортсмен               | Країна       | 1     | 2     | 3     | Результат | Примітки |
| ----- | ----------------------- | ------------ | ----- | ----- | ----- | --------- | -------- |
| 1.    | Шимон Ціолковський      | Польща       | 79,55 | —     | —     | 79,55     | Q, SB    |
| 2.    | Прімож Козмус           | Словенія     | 79,44 | —     | —     | 79,44     | Q        |
| 3.    | Іван Тихон              | Білорусь     | 79,26 | —     | —     | 79,26     | Q        |
| 4.    | Оллі-Пекка Карьялайнен  | Фінляндія    | 75,49 | х     | 77,07 | 77,07     | q        |
| 5.    | Вадим Дев'ятовський     | Білорусь     | 73,39 | 76,56 | 76,95 | 76,95     | q        |
| 6.    | Лібор Чарфрайтаг        | Словаччина   | 76,03 | х     | 76,61 | 76,61     | q        |
| 7.    | Джеймс Стейсі           | Канада       | 76,32 | х     | 75,01 | 76,32     | q        |
| 8.    | Нікола Візон            | Італія       | 72,82 | х     | 75,01 | 75,01     |          |
| 9.    | Артем Рубанко           | Україна      | 74,47 | 73,89 | х     | 74,47     |          |
| 10.   | Есреф Апак              | Туреччина    | х     | 74,45 | х     | 74,45     |          |
| 11.   | Алі Мохамед Аль-Зінкаві | Кувейт       | х     | 73,62 | х     | 73,62     |          |
| 12.   | Ігор Винниченко         | Росія        | х     | 72,05 | х     | 72,05     |          |
| 13.   | Роман Рожна             | Молдова      | 71,33 | 69,99 | 70,23 | 71,33     |          |
| 14.   | А. Г. Крюгер            | США          | 70,58 | 71,21 | х     | 71,21     |          |
| 15.   | Доріан Коллаку          | Албанія      | 69,14 | 69,84 | 70,98 | 70,98     |          |
| 16.   | Хуан Ігнасіо Церро      | Аргентина    | х     | 70,16 | х     | 70,16     |          |
|       | Аманмурад Хоммадов      | Туркменістан | х     | х     | х     | NM        |          |

### Фінал
17 серпня 2008 — 19:10
| Місце | Спортсмен              | Країна      | 1     | 2     | 3     | 4     | 5     | 6     | Результат | Примітки |
| ----- | ---------------------- | ----------- | ----- | ----- | ----- | ----- | ----- | ----- | --------- | -------- |
| 1.    | Прімож Козмус          | Словенія    | 80,75 | 82,02 | 80,79 | 80,64 | 80,98 | 80,85 | 82,02     | SB       |
| 2.    | Вадим Дев'ятовський    | Білорусь    | 79,00 | 81,61 | х     | х     | 80,86 | х     | 81,61     |          |
| 3.    | Іван Тихон             | Білорусь    | 78,49 | 80,56 | 79,59 | 78,89 | 81,51 | 80,87 | 81,51     |          |
| 4.    | Крістіан Парш          | Угорщина    | 78,05 | 80,96 | х     | 80,16 | 80,11 | 79,83 | 80,96     |          |
| 5.    | Кодзі Мурофусі         | Японія      | 79,47 | 80,71 | 79,94 | 77,96 | 78,22 | 77,26 | 80,71     |          |
| 6.    | Оллі-Пекка Карьялайнен | Фінляндія   | 77,92 | 79,59 | 78,99 | х     | 78,88 | х     | 79,59     | SB       |
| 7.    | Шимон Ціолковський     | Польща      | 75,92 | 79,22 | 79,07 | 79,04 | 76,16 | х     | 79,22     |          |
| 8.    | Лібор Чарфрайтаг       | Словаччина  | х     | 77,62 | 76,83 | 77,26 | 78,65 | х     | 78,65     |          |
|       |                        |             |       |       |       |       |       |       |           |          |
| 9.    | Маркус Ессер           | Німеччина   | 74,56 | х     | 77,10 |       |       |       | 77,10     |          |
| 10.   | Андраш Хаклітс         | Хорватія    | х     | 75,78 | 76,58 |       |       |       | 76,58     |          |
| 11.   | Дільшод Назаров        | Таджикистан | 72,97 | 76,54 | х     |       |       |       | 76,54     |          |
| 12.   | Джеймс Стейсі          | Канада      | 75,72 | 75,54 | 74,06 |       |       |       | 75,72     |          |